# Porterandia minor
Porterandia minor är en måreväxtart som beskrevs av Henry Nicholas Ridley. Porterandia minor ingår i släktet Porterandia och familjen måreväxter. Inga underarter finns listade i Catalogue of Life.